# Leibverhältnis
Das Leibverhältnis ist ein Begriff aus dem Bereich der Schüler- und Studentenverbindungen und bezeichnet die Beziehung zwischen einem Leibburschen und einem Leibfuchsen.

Burschenschaft Holzminda: Gruppenbild der „Leibfamilie Busse“ (WS 1884/85)

Ein frisch in eine Verbindung aufgenommener Fuchs kann sofort oder erst nach einigen Wochen oder Monaten einen älteren Burschen, zu dem er besonders viel Vertrauen aufgebaut hat, auswählen, sein Leibbursch (bei einigen Verbindungen auch Leibvater oder Biervater genannt) zu werden, wodurch der Fuchs gleichzeitig zum Leibfuchsen (auch Leibsohn oder Biersohn) dieses Burschen wird. In reinen Damenverbindungen werden für die Rolle des Leibburschen häufig auch andere Bezeichnungen wie Leibdame oder Weinmutter gepflegt. 
Der Leibbursch übernimmt die Rolle eines Mentors, betreut und berät den Leibfuchsen in allen Verbindungsangelegenheiten und spricht im Convent für ihn. Das besondere Verhältnis zwischen Leibfuchs und Leibbursch – eben das Leibverhältnis – bleibt über die Fuchsenzeit hinaus bestehen und ist oft Grundlage einer engen lebenslangen Freundschaft. Oft wird nach Aufnahme des Fuchsen in die Verbindung ein Zipfeltausch zwischen Leibbursch und Leibfuchs vollzogen. Für Alexandra Kurth stellt die „äußerst enge und in der Regel lebenslange Verbindung“ des Leibverhältnisses eine „zentrale Konstruktion männerbündischer Identität“ dar.
Wenn auch der Leibfuchs seinerseits Leibbursch eines Fuchsen wird, nennt man den ursprünglichen Leibburschen umgangssprachlich Leibopa (bzw. Bieropa) des neuen Fuchsen, dieser ist dessen Leibenkel. Jeder Fuchs hat nur einen Leibburschen, aber ein Bursch kann mehrere Leibfüchse haben. Dadurch bilden sich sogenannte Leibfamilien (bzw. Bierfamilien), die zuweilen dynastische Ausprägungen annehmen. Leibfüchse desselben Leibburschen nennen einander Conleib oder Leibbruder.

## Bekannte Leibverhältnisse
- Leopold Figl und Walter Antoniolli (KaV Norica Wien)[2]
- Walter Jens und Ernst Nolte (Kameradschaft Friedrich Ludwig Jahn Freiburg)[3]
- Otto Kemptner und Engelbert Dollfuß (KÖHV Franco-Bavaria Wien)[4]
- Otto Lubarsch und Max Weber (Burschenschaft Allemannia Heidelberg)[5]
- Hans Pfundtner und Hans Widera (Corps Masovia Königsberg)[6]
- Heinz-Christian Strache und Johann Gudenus (Wiener pennale Burschenschaft Vandalia)[7]